# ヤング・スーパーマン
『ヤング・スーパーマン』（原題：Smallville）は、2001年10月にアメリカのThe WB系列で放送開始された後、The WBとUPNが合併したThe CW系列で継続放送されたテレビドラマ。本国ではファイナルシーズンである第10シーズンが2011年5月に放送終了した。同11月29日、北米版コンプリートDVDボックスが発売された。放送終了後、「シーズン11」のタイトルで本編のその後を描いたコミックが出版された。
日本では2003年4月10日から2004年2月12日にかけてNHK教育テレビにて第1シーズンが30分枠（1話分を前後編に分けた）で全国放映後、地方局の深夜枠やCS放送で放映されている。AXNでは、2009年12月9日より日本初放送となる第6シーズンを、2011年12月13日からはシーズン8を、2013年からファイナルシーズンが放送された。

## 概要
アメリカン・コミックス出版社DCコミックスの代表作である『スーパーマン』を原作としているが、これまでの映像化作品が原作同様にスーパーヒーローとしてのスーパーマンを描いていたのに対し、本作はスーパーマンになる前のクラーク・ケントを主人公に、超能力を持つことで苦悩する少年の恋と青春、そして成長を描いている。
本編はクラークの高校時代に始まり、大学時代、そしてデイリー・プラネット社での活動と、長期にわたる。時代設定は本国での番組放送に合わせたリアルタイム。つまり、第1シーズンの本編は2001年秋から2002年の初夏頃までが舞台である。それに合わせ、隕石落下が描かれるプロローグは1989年に設定されている。当初は「隕石の影響を受けた異常能力者と対決する」という1話完結方式だったが、次第に、クラークの出自や宿命などをめぐる連続ドラマの要素が加わっていった。
途中でレギュラー・キャラクターが何度か入れ替わっており、最初から最後までレギュラーだったのはクラーク・ケントのみである。本作オリジナルのクロエ・サリバンやライオネル・ルーサーといったキャラクターの他、DCコミックス・ヒーローたちも時折、ゲストで登場し、ジャスティス・リーグの誕生経緯なども描かれているほか、Legion of Super-Heroesのヒーローたちが1000年の未来から時を超えて現れるエピソードもある。

## あらすじ
1989年10月、カンザス州の田舎町「スモールビル」に多数の隕石と一機の宇宙船が落下する事件が発生する。宇宙船の墜落現場に遭遇したケント夫妻は、その中から現れた裸の男の子をクラークと名付け、自分たちの息子として育てることにする。
2001年秋、クラークは怪力や超スピード、頑丈な肉体といったスーパーパワーを持つ高校生へと成長していた。しかし、養父ジョナサンとの約束でそれらの力を人前で使うことを固く禁じられ、同級生たちからは「さえないヤツ」と馬鹿にされる日々を送っていた。片思いの相手であるラナ・ラングに対しても、彼女の持つ緑色の石（クリプトナイト）のペンダントの影響でまともに話すことも出来ず、ただ見守るだけであった。
だが、自分が地球人ではなく、隕石と共に落ちてきた異星人であると知ったクラークは、隕石の影響で多発する異常能力者や異常現象に対しての責任を自覚し、怪事件に立ち向かう。また、スモールビル周辺の地下遺跡などから、クラークの過去が次第に明らかになっていく。

## 登場人物

### 主要人物
クラーク・ジョセフ・ケント / カル＝エル
演 - トム・ウェリング、日本語吹替 - 野島健児
スモールビルへ落下した小型宇宙船に乗せられていたクリプトン人の少年。
クリプトン人としての名前は「カル・エル」。
地球人を超える様々なスーパーパワーを秘めているが、その全てが覚醒しているわけではなく、物語の進行にしたがって透視能力やヒートビジョン能力などに気づくことになる。眠っている間に浮遊していて、目が覚めるとともにベッドに落下することもあるが、空はまだ飛べない。普段は優しく控え目だが、正義感が強く、スモールビルで多発する怪事件をそのスーパーパワーで人知れず解決する。ラナに気があるが、シャイですれ違うことが多いため、いい友人同士にとどまっている。
自分を地球に運んだ宇宙船と共に降り注いだ隕石（クリプトナイト）が原因とはいえ、それが自分の犯した罪であるかのように隕石によって被害に遭った人々に謝罪を繰り返す。クラークの秘密を知る人も知らない人も窘めるのだが、罪の意識を強めるばかりで改善される兆しは見えないらしい。
やがて、地球を征服するために実父ジョー・エルが自分を地球に送り込んだことを知ってショックを受け、血の繋がりはなくとも愛する両親のケント夫妻や友人たちを想い苦悩する。
どんな相手だろうと決して殺さないが、相手が自業自得で死んでしまうことはある。
ジミーの死後はその責任が人間を信用し過ぎた自分の甘さにあったと思うようになる。
ファイナルシーズン最終回でスーパーマンの代名詞ともいえるコスチュームを纏う。
ラナ・ラング
演 - クリスティン・クルック、日本語吹替 - 甲斐田裕子
クラークの同級生であり、憧れの女性。
スモールビルを襲った隕石落下事件で両親を失っており、おばのネルによって育てられた。学生時代はアメリカン・フットボール部のホイットニーという恋人がいたが、徐々にクラークと親しくなっていき、シーズン5で遂に結ばれる。しかし、結局、彼の秘密が原因で破局してしまう。程なくして、クラークを人質に脅されレックスと結婚するが、自らの死を偽装することにより彼から逃れることに成功する。そして、再びスモールビルに戻り、クラークと一緒に暮らし始めるが、自分たちに次々と降りかかる様々な災難、困難を顧み、互いの幸せのために彼を愛しながらも再び別れを告げる。しかし、実はそれはレックスに強要されたものであり、彼女の本意ではなかった。レックスからの逃亡後は彼が肉体の再生のために開発した技術によりクラークと同等の力を身につけ、再会したクラークと愛し合うようになるが、吸収したクリプトナイトと同じ性質を持ってしまったため、またもやクラークと別れなければならなくなる。
元来は高潔な人格だが、自身や両親の復讐のために我を忘れて暴走してしまうこともある。
レックス・ルーサー
演 - マイケル・ローゼンバウム、日本語吹替 - 福田賢二
スモールビルを支配する大企業「ルーサーコープ」の経営者の息子。
9歳の時に隕石落下に遭遇したが、その際に頭髪が全て抜け落ちて禿頭となった。冷酷な父親のライオネルに反発心を抱いているが、その影響も受け、やり手で度胸が据わっており、若くして辣腕の実業家の片鱗を見せる。その父がかなりあくどい手段で土地を取得したため、町の住民からの印象は悪い。
唯一の肉親である父親との確執はかなり深いものだったが、同時に家族の愛に飢えてもいた。そのため、自らのクローンから「弟」を作りだしたこともあった。
善良でお人よしともいえるクラークとは、水と油のように対照的ではあるが、そのクラークに事故から救われたのをきっかけに友人となる。
のちにスーパーマンの宿敵となる悪の天才レックス・ルーサーその人であるが、本作の序盤では冷徹で押しが強い面があるものの、友人への信義は守る、むしろ好青年である。その彼が、なぜ悪の道に走りクラークの宿敵となるか、というのも本作の謎の一つであった。
「視力を失った代わりに、未来予知能力を得た」隕石超能力者である老婦人カサンドラは、レックスの未来を見たが、スーパーマンの宿敵になった姿を見て、ショック死してしまう。このエピソードからは、将来の冷酷なレックス像が暗示されていた。
クラークの秘密を探るために、どんな犠牲も厭わず、あらゆる手段を使った。そして、シーズン7でついに彼の正体を突き止めることに成功し、北極にある要塞で彼と対峙し、友人でもあった彼に対する愛憎入り混じった心情を爆発させた。
レックスはシーズン7までレギュラーだったが、その後、要塞の崩壊とともに行方不明になる。
生き延びてはいたものの、重傷を負っていた。スーパーパワーを得たラナとクラークが結ばれた際、両者を引き裂いた後で、オリバーに殺されている。以後、何度かクローンが登場したが、年齢が違う（つまり役者が違う）。ファイナルシーズン最終回には、複数のクローンを合成し、ダークサイドと契約したライオネルを犠牲にして元のレックスとして再生する。しかし、死に際のテスにより過去の記憶を消し去られてしまった。2018年には次期大統領候補に選出されている。
クロエ・サリバン
演 - アリソン・マック、日本語吹替 - 永田亮子
デイリープラネットの記者。
隕石の影響で傷を癒す能力を持っている。
クラークとはスモールビル高校のクラスメイトで、親友でもある。
隕石落下事件以降にスモールビルで多発している怪事件についての情報を収集しており、超常現象に関する知識が深い。
長年クラークに好意を抱いていたが、当の本人にはまったく気付いてもらえず、また、彼がラナを何よりも愛していることを悟り、思いを残しながらも身を引いた。その後、就職したデイリー・プラネットの同僚であるジミー・オルセンと付き合い結婚する。
スモールビル高校時代は学校新聞「トーチ」の編集長を務めていた。シーズン3では「ロイス・レイン」というペンネームでデイリー・プラネットに記事を書いた。ロイスとクロエは従姉妹同士だが、クロエいわく、「ロイスはジャーナリズムには縁がない（ので無断借用しても問題ない）」とのことである。
ロイス・レイン
演 - エリカ・デュランス、日本語吹替 - 園崎未恵
シーズン4からのレギュラーで、原作・映画などを通してスーパーマンを代表するヒロインの一人。
クロエの従姉妹であり、爆発に巻き込まれたクロエの真相を追ってスモールビルにやって来た。
厳格な軍人の父に育てられたため、男勝りの武術やサバイバル術を身に付けている。正義感・好奇心・探究心が強く、どこにでも忍び込む特技も持っている。
学生時代にクロエを手伝ったことから、ジャーナリズムに興味を持つようになり、記者を志すようになる。
オリヴァー・クィーンと付き合っていたことがある。
本作ではクラークより1学年上という設定。
オリバー・クィーン
演 - ジャスティン・ハートリー、日本語吹替 - 加瀬康之
クィーン工業を率いる若き大富豪で、レックスのかつての同級生。表の顔は実業家だが、英雄グリーンアローとしての別の顔も持っている。超能力は有していないが、弓術に長けており、特殊仕様の矢を使いこなす。
初登場はシーズン6の「新しい能力」。
子どもの頃にライオネルにより両親を失い、クィーン工業を継いだ。
一時期、ロイス・レイン、テス・マーサーと恋人関係だった。
次第にクラークと仲良くなっていき、彼を助けるようになる。
オリバー・クイーン/アロー（演 ：スティーヴン・アメル）を主人公とするテレビドラマ『ARROW/アロー』が2012年秋に放送開始となったが、本作との関連性はない。
ジミー・オルセン
演 - アーロン・アシュモア、日本語吹替 - 佐藤拓也
デイリー・プラネット社のカメラマン。
本人が登場するのはシーズン6の第1話からだが、名前だけはシーズン4のクロエのセリフの中にあった
クロエと付き合い結婚するが、彼女とクラークやデイビスとの関係などから次第にすれ違うようになり、結局別れてしまう。別離後は職にあぶれ薬にも手を出し、その金欲しさにクロエやオリバーから金を盗ろうとするなど荒んだ生活を送っていたが、クラークやデイビスの正体を知ったことにより、クロエの真意を理解し再び彼女との愛を取り戻す。しかし、その矢先、そのことに逆上したデイビスに襲われたクロエを庇い、彼と相打ちという形で命を落とす。
漫画や映画のジミーとは異なり、クラークを「ミスター・ケント」ではなく「CK」（Clark Kentの頭文字）と呼ぶなど、ほぼ対等の立場にある。ただし、従来の作品でのジミーと同一人物ではないことを示唆する描写が、葬儀のシーンであった（弟が登場し、カメラを受け継いだ）。最終回では、プラネットの新米カメラマンとして登場（7年後の設定なので、弟の成長した姿と思われる）。
テス・マーサー
演 - キャシディ・フリーマン
シーズン8以降のレギュラー。オリバー・クィーンのかつての恋人。姿をくらましたレックス・ルーサーに代わってルーサー・コープの指揮を執り、同社の傘下に加わることになったデイリー・プラネットの編集長も兼任する。
レックスの行方を追うかたわら、クラークの正体にも興味を抱き、次第に彼を予言の地球の救世主だと信じるようになり暴走し出す。
かつては地球環境保護に情熱を向ける海洋学者でオリバーとは恋人関係だった。
デイビス・ブルーム
演 - サム・ウィットワー
シーズン8のレギュラー。メトロポリス病院の救急隊員で好青年。だが、実は彼には本人も知らない出生の秘密があり、やがてクラークと対決しなければならない宿命を負っていた。
その正体は対クラーク用に生み出された生物兵器ドゥームズデイで激しい殺人、破壊衝動を持つ怪物である。クラークと同時に地球に飛来してきており、そのとき旅人だと勘違いされライオネルに拉致監禁されてしまう。この時期にレックスと交流を育むが、間違いに気付いたライオネルによって突如道端に捨てられてしまう。その後は孤児として過酷な生活を強いられる。
クロエに好意を抱き、彼女と一緒にいるときのみドゥームズディの暴走を抑えられる。そのため、彼女に固執し一緒に逃亡生活を送るが、人間を殺したくないクラークによりドゥームズディと分離させられる。その後、ジミーと愛し合うクロエの本心を知り絶望、逆上し、二人を襲うがジミーと相打ちと形で命を落とす。

### ケント一家
ジョナサン・ケント
演 - ジョン・シュナイダー、日本語吹替 - 加藤亮夫
ケント農場の経営者で、クラークの養父。クラークのスーパーパワーの使用を禁じるなど、かなり厳格に育てているが、それは息子を守ろうとする愛情から来ている。ルーサーコープを嫌っている。
時が来ればクラーク（カル＝エル）を実父ジョー＝エルに返すと密約を交わしてはいたが、一時的に超人的パワーを得て自暴自棄に陥ったクラークを救ったものの、彼と共に洞窟を訪れた際、ジョーに連れ去られそうになったクラークを守ろうとして昏睡状態に陥ってしまう。
マーサ・ケント
演 - アネット・オトゥール、日本語吹替 - 服部幸子
ジョナサンの妻で、クラークの養母。かつて、自分たちに子供がいないことを悩んでいたためか、クラークを本物の息子同然に優しく育てている。のちに、命令する宇宙船（おそらくは実父ジョーと思われる）を破壊しようとした爆発により、身籠りながらも流産してしまう。

### ルーサーコープ
ライオネル・ルーサー
演 - ジョン・グローヴァー、日本語吹替 - 諸角憲一
レックス・ルーサーの父で、ルーサーコープの会長兼経営者。様々な事件の黒幕であり、息子のレックスにもクラークにも全く信用されていない。一時、マーサを秘書として雇う。また、レックスに内緒でクラークの秘密を執拗に探っていた。
だが、クラークの父であるジョー＝エルの意識がライオネルに憑依し、彼の知識を得たことにより、やがてクラークを助けるようになった。
しかし、その後、「旅人」の秘密を追う息子レックスにビルから突き落とされ、死亡する。

### クリプトン人
ジョー＝エル
高度な文明を誇りながらも滅亡した惑星クリプトンの執政官。クラークことカル＝エルの実父。
母星クリプトンの滅亡から我が子だけでも救おうと、カル・エルを宇宙船に乗せて送り出した。
だが、クリプトナイトによって得た超人的パワーを悪事に使う人間たちより、愛する息子の幸福を願った筈のジョー自身がクラークの行く末に大きな影を落としている。地球を征服するためにクラークを送り込んだというのは事実なのか。
カーラ
演 - ローラ・ヴァンダーヴォート
クリプトン人。クラークことカル・エルの従姉妹で、シーズン7より登場。実はクラークと同時に別の小型宇宙船で地球にやって来ていたが、宇宙船ごと地中に埋もれたため、長い間、冬眠状態にあった。クラークとほぼ同じスーパーパワーを持っているだけでなく、すでに飛行能力も身に着けている。ジミーに好意を抱く一方で、レックスにも興味を持たれる。スーパーガール (DCコミックス)も参照。

### スモールビル高校
ピート・ロス
演 - サム・ジョーンズ三世、日本語吹替 - 林勇
クラークとは幼い頃からの親友同士。しかし、父の経営していた工場がルーサー・コーポレーションに乗っ取られた過去があるため、クラークがレックスと友人になったことは快く思っていない。クロエに好意を抱く。
シーズン2のエピソード3でクラークが異星人であることを知り、最初は親友の自分にそれを隠していたことに怒るが、宇宙船の持ち主を突き止めようとした科学者に拉致された事件を機に、迂闊に秘密を打ち明けることの危険を悟る。クラークと和解した後はケント一家の良き理解者となり、クリプトナイトによって得た力を悪事に利用する者たちが起こす事件の解決に臨むクラークに協力する。クリプトナイトはクラークに対しては毒性があるため、その害毒からクラークを守るピートは心強い存在である。
ホイットニー・フォードマン
演 - エリック・ジョンソン、日本語吹替 - 大水忠相
シーズン1の第1話からラナのボーイフレンドとして登場。フットボール部のスターだったが、ラナの「友だち」のクラークには辛く当たっていた。父の病気により自家業を手伝うことになるが、やがて不良の仲間入りをするなど、紆余曲折の末、シーズン1の最後に海兵隊に志願するかたちでスモールヴィルを去る。
ジェイソン・ティーグ
演 - ジェンセン・アクレス、日本語吹替 - 白熊寛嗣
シーズン4のレギュラー。ヨーロッパに夏季留学していたラナとパリで知り合い、好意を抱く。帰国するラナを追いかけて来て、スモールヴィル高校フットボール部の副コーチに就任するが、生徒であるラナとの恋愛関係がバレて、クビになる。もっとも、ジェイソンには、ラナへの想いとは別に、スモールヴィルに興味を抱く、密かな理由があった。

### その他の人物
バージル・スワン博士
演 - クリストファー・リーヴ、日本語吹替 - 大塚芳忠
クラークにコンタクトを取ってきた人物。かつては天才的な科学者として数々の功績を残してきたが、ある時から世捨て人のようになっているという。首から下が麻痺しており、会話以外はすべて車椅子と音声によるコンピュータ処理でおこなっている。
「世界最高の頭脳」と称されている通り、地球人で唯一、クリプトン言語の解明に成功しており、「クリプトン」や「カル＝エル」などといった名称を教えたのも彼である。
クラークの故郷の手掛かりを与える。
ブレイニアック
機械生命体。他人に化けるなど高度な能力を有する。クラークの前に度々立ちふさがり対決することになる。
一時はクラークに電撃を浴びせられ破壊されたかと思われたが、実はクロエに寄生し生き延びていた。
ゾッド
演 - カラム・ブルー
シーズン9のレギュラーで、それ以前に登場したゾッドとは別人。かつてクリプトンを滅亡に導いたゾッド将軍のクローンだが、クリプトン人の新ユートピアを地球上に築くため、さまざまな陰謀を巡らす。

## 用語
スモールビル
カンザス州の田舎町で、本作の中心となる場所。本作の原題である他、ロイスがクラークの愛称としても使っている言葉である。隕石の飛来を発端に、数多くの超常現象が起こる。クラークの家であるケント農場や宿敵ルーサーの屋敷などが存在する。
スモールビル高校
物語初期の舞台の一つで、クラークやクロエ、ラナらの母校。後のクラークの妻ロイスもごく短期間だが通学していた。「クロウズ」というチームを有するアメリカンフットボールの強豪校として知られている。
最終シーズンでは、クラークが保護した少年コナーが通うことになる。
隕石／クリプトナイト
クラークの乗っていた宇宙船と共に降り注いだ隕石(後に「クリプトナイト」と命名される)。クリプトン人の精神や肉体能力に影響を与えることから、クラークらには脅威となる物質である。
作中に最も多く出現するのは、緑色に発光するクリプトナイトであり、これはクラークを極度に弱体化させる。赤色のクリプトナイトも度々登場し、こちらはモラルをなくさせ、暴走状態にさせる。その他、黒いクリプトナイトや銀色などのクリプトナイトが登場する。
地球の生命体は急激な反応を示さないものの、長時間浴びる・体内に取り入れる等により超能力を持つケースが多々ある（これは本作オリジナルの設定）。覚醒する超能力も千差万別であり、個人の願望や環境などが色濃く反映されるため、スモールビルでの怪事件の原因となっている。
クリプトン
クラーク（カル＝エル）やカーラ達の故郷である惑星。高度な文明を誇っていたが、クラークらが飛び立った後に滅亡したとされる。
宇宙船
正式な（クリプトンでの）名称は不明。クラークが地球まで乗っていた宇宙船はかなり小型な造りで、幼児が入れるほどのスペースしかない。長い間、ケント農場の地下に隠されていたが、ある事件をきっかけに行方不明となる。八角形の謎の窪みがあり、クラーク達はこの謎を解き明かすことで、いくつもの困難を乗り越えて行く。
ルーサーコープ
ルーサー一族が経営する巨大企業。スモールビルの開発を進める一方、裏ではクラークについての調査や非人道的な実験をおこなっている。
ルーサー一族の他にも、オリバー・クイーンなどが経営権を握っていた時期があった。
タロン
元々はラナの叔母ネルの所有する映画館だったが、開発を進めるレックスが買収、取り壊しが予定されていた。しかし、この場所に強い思い入れのあるラナの提案により建物は残され、コーヒーショップとして生まれ変わることになった。
コーヒーショップは当初、ラナが切り盛りしていたが、彼女の留学が決まるとマーサが引き継ぐことになる。マーサもその後、上院議員になるため現場を退くが、ロイスが働いているなど、経営は続いている模様。
2階は貸し部屋で、過去にはジェイソンが住んでいたが、最終的にはクロエとロイスの居住スペースになった。
デイリー・プラネット
メトロポリスに本社を構える大手新聞社。屋上にある、地球を模した金色の巨大なオブジェが特徴で、ルーサーコープ本社の向かい側に位置している。
クロエは高校時代、ライオネルのコネで仕事を貰っていたが、交換条件に耐えきれず打ち切り、卒業後に振り出しから働き始める。その後ジミーやクラーク、ロイスといったメンバーが加わり、物語の拠点の一つとなる。
洞窟／古代遺跡
クラークが偶然発見した謎の洞窟。先住民の遺跡とされているが、伝承の「ナマン」と呼ばれる者の特徴がクラークに酷似していたり、宇宙船と同じ八角形の窪みがあることから、クラークは自身と何か関係があると見ており、その事を訝るレックスとライオネルも、それぞれ調査を進めていた。地球の文明を超越した仕掛けや、クラークの未来（スーパーマンとレックス）を予言するかのような壁画がある。
鍵
レックスの調査隊が発見した謎の物体。掌に収まるくらいの八角形の延べ板のような形状で、謎の言語がいくつか刻まれている。
前述の宇宙船や洞窟には、丁度これが嵌まる大きさの窪みがあるため、ケント一家は鍵のようなものだと確信した。
石
クリプトンの遺物と思しき物体。3つに割れており、合わせるとスーパーマンのシンボルのような形になる。1つ目はエジプトの遺跡からレックスが発見したが、ジョー＝エルに洗脳されたクラークによって、すぐに奪い取られる。2つ目は中国のとある場所に隠されており、ラナと何か関係がある。3つ目はある人物が隠し持っている。
シーズン4の中心となる存在で、この石を巡ってルーサーやティーグ親子が暗躍する。
孤独の要塞
洞窟から北極へ転移してしまったクラークの前に出現した巨大な建造物。結晶のようなもので造られており、ジョー＝エルの知識と会話することができる。
なお、それ以前は、ケント農場納屋2階にある、クラークの私的スペースを「孤独の要塞」と呼んでいた。
ファントム・ゾーン
ジョー＝エルが刑務所として作った空間。地球での一般的な刑務所とは大きく異なり、景観は陰鬱な荒野で、「ファントム」と呼ばれる死神のような怪物が徘徊している。
この空間の開閉にはクリスタルと呼ばれる石が必要な上、エル家の者しか扱うことができない。
ジャスティス・リーグ
スーパーヒーロー集団。本作ではグリーンアローがリーダーで、クラークは準メンバーのような立ち位置に留まっている。
エリーズ計画
レックスが秘密裏に進めていた計画。クリプトナイトによって発現した超能力を人為的に第三者に付与し、超能力者による軍隊を作るというもので、「33.1」と呼ばれる施設で研究が行われていた。

## エピソード一覧

### シーズン一覧
| シーズン | シーズン | エピソード | 米国での放送日                 | 米国での放送日                 |
| シーズン | シーズン | エピソード | 初回                           | 最終回                         |
| -------- | -------- | ---------- | ------------------------------ | ------------------------------ |
|          | 1        | 21         | 2001年10月16日                 | 2002年5月21日                  |
|          | 2        | 23         | 2002年9月24日                  | 2003年5月20日                  |
|          | 3        | 22         | 2003年10月1日                  | 2004年5月19日                  |
|          | 4        | 22         | 2004年9月22日                  | 2005年5月18日                  |
|          | 5        | 22         | 2005年9月29日                  | 2006年5月11日                  |
|          | 6        | 22         | 2006年9月28日                  | 2007年5月17日                  |
|          | 7        | 20         | 2007年9月27日                  | 2008年5月15日                  |
|          | 8        | 22         | 2008年9月18日                  | 2009年5月14日                  |
|          | 9        | 22         | 2009年9月25日                  | 2010年5月14日                  |
|          | 10       | 22         | 2010年9月24日                  | 2011年5月13日                  |
| トータル | トータル | 218        | 2001年10月16日 – 2011年5月13日 | 2001年10月16日 – 2011年5月13日 |

### シーズン1 （2001年 - 2002年）
| 通算 | 話数 | タイトル           | 原題          | 監督                            | 米国放送日     | 視聴者数 (万人) |
| ---- | ---- | ------------------ | ------------- | ------------------------------- | -------------- | --------------- |
| 1    | 1    | クラークの秘密     | Pilot         | デヴィッド・ナッター            | 2001年10月16日 | 840             |
| 2    | 2    | 虫になった男       | Metamorphosis | Michael Watkins Philip Sgriccia | 2001年10月24日 | 730             |
| 3    | 3    | 怒りの炎           | Hothead       | Greg Beeman                     | 2001年10月31日 | 600             |
| 4    | 4    | 透視能力           | X-Ray         | ジェームズ・フローリー          | 2001年11月7日  | 660             |
| 5    | 5    | 温もりを奪う男     | Cool          | James A. Contner                | 2001年11月14日 | 590             |
| 6    | 6    | 不吉な予言         | Hourglass     | Chris Long                      | 2001年11月21日 | 640             |
| 7    | 7    | 恐怖のダイエット   | Craving       | Philip Sgriccia                 | 2001年11月28日 | 740             |
| 8    | 8    | レベル3の闇        | Jitters       | Michael Watkins                 | 2001年12月11日 | 580             |
| 9    | 9    | 脅しの切り札       | Rogue         | デヴィッド・カーソン            | 2002年1月15日  | 580             |
| 10   | 10   | 姿なき侵入者       | Shimmer       | D・J・カルーソー                | 2002年1月29日  | 700             |
| 11   | 11   | 偽りの握手         | Hug           | Chris Long                      | 2002年2月5日   | 640             |
| 12   | 12   | パワー喪失         | Leech         | Greg Beeman                     | 2002年2月12日  | 610             |
| 13   | 13   | 魔のタトゥー       | Kinetic       | Robert Singer                   | 2002年2月26日  | 620             |
| 14   | 14   | レックスの過去     | Zero          | マイケル・ケイトルマン          | 2002年3月12日  | 690             |
| 15   | 15   | 死を呼ぶ花         | Nicodemus     | James Marshall                  | 2002年3月19日  | 670             |
| 16   | 16   | 小さなヒーロー     | Stray         | Paul Shapiro                    | 2002年4月16日  | 600             |
| 17   | 17   | 死に神になった男   | Reaper        | Terrence O'Hara                 | 2002年4月23日  | 550             |
| 18   | 18   | ライバルは女王ばち | Drone         | マイケル・ケイトルマン          | 2002年4月30日  | 570             |
| 19   | 19   | 報復のスケッチ     | Crush         | James Marshall                  | 2002年5月7日   | 640             |
| 20   | 20   | 衝撃のビジョン     | Obscura       | Terrence O'Hara                 | 2002年5月14日  | 610             |
| 21   | 21   | 嵐の予感           | Tempest       | Greg Beeman                     | 2002年5月21日  | 600             |

### シーズン2 （2002年 - 2003年）
| 通算 | 話数 | タイトル           | 原題       | 監督                   | 米国放送日     | 視聴者数 (万人) |
| ---- | ---- | ------------------ | ---------- | ---------------------- | -------------- | --------------- |
| 22   | 1    | 嵐のあとで         | Vortex     | Greg Beeman            | 2002年9月24日  | 870             |
| 23   | 2    | 熱い視線           | Heat       | James Marshall         | 2002年10月1日  | 810             |
| 24   | 3    | 打ち明けられた秘密 | Duplicity  | Steve Miner            | 2002年10月8日  | 880             |
| 25   | 4    | 赤い宝石           | Red        | Jeff Woolnough         | 2002年10月15日 | 890             |
| 26   | 5    | 闇からの訪問者     | Nocturne   | Rick Wallace           | 2002年10月22日 | 830             |
| 27   | 6    | 家族の過去         | Redux      | Chris Long             | 2002年10月29日 | 820             |
| 28   | 7    | もつれた絆         | Lineage    | Greg Beeman            | 2002年11月5日  | 940             |
| 29   | 8    | 捕らわれたヒーロー | Ryan       | Terrence O'Hara        | 2002年11月12日 | 740             |
| 30   | 9    | エリートの影       | Dichotic   | Craig Zisk             | 2002年11月19日 | 830             |
| 31   | 10   | ナマンの伝説       | Skinwalker | Marita Grabiak         | 2002年11月26日 | 860             |
| 32   | 11   | 淋しい帰郷         | Visage     | William Gereghty       | 2003年1月14日  | 730             |
| 33   | 12   | 摩天楼の人質       | Insurgence | James Marshall         | 2003年1月21日  | 660             |
| 34   | 13   | 容疑者はジョナサン | Suspect    | Greg Beeman            | 2003年1月28日  | 750             |
| 35   | 14   | 死への跳躍         | Rush       | リック・ローゼンタール | 2003年2月4日   | 810             |
| 36   | 15   | 兄と弟             | Prodigal   | Greg Beeman            | 2003年2月11日  | 740             |
| 37   | 16   | 地下室の悪魔       | Fever      | Bill Gereghty          | 2003年2月18日  | 790             |
| 38   | 17   | 彼方からの伝言     | Rosetta    | James Marshall         | 2003年2月25日  | 870             |
| 39   | 18   | 二人の異邦人       | Visitor    | リック・ローゼンタール | 2003年4月15日  | 590             |
| 40   | 19   | 怒りの代価         | Precipice  | Thomas J. Wright       | 2003年4月22日  | 670             |
| 41   | 20   | かみ合わない歯車   | Witness    | Rick Wallace           | 2003年4月29日  | 650             |
| 42   | 21   | 甦った少女         | Accelerate | James Marshall         | 2003年5月6日   | 700             |
| 43   | 22   | 天空からの呼び声   | Calling    | Terrence O'Hara        | 2003年5月13日  | 710             |
| 44   | 23   | 運命の日           | Exodus     | Greg Beeman            | 2003年5月20日  | 750             |

### シーズン3 （2003年 - 2004年）
| 通算 | 話数 | タイトル         | 原題         | 監督                       | 米国放送日     | 視聴者数 (万人) |
| ---- | ---- | ---------------- | ------------ | -------------------------- | -------------- | --------------- |
| 45   | 1    | 大都会の闇で     | Exile        | Greg Beeman                | 2003年10月1日  | 680             |
| 46   | 2    | つかの間の和解   | Phoenix      | James Marshall             | 2003年10月8日  | 670             |
| 47   | 3    | 憎しみの銃弾     | Extinction   | マイケル・ケイトルマン     | 2003年10月15日 | 650             |
| 48   | 4    | 地底へ招く者     | Slumber      | ダニエル・アティアス       | 2003年10月22日 | 690             |
| 49   | 5    | 止められない力   | Perry        | ヤノット・シュワルツ       | 2003年10月29日 | 670             |
| 50   | 6    | その手に過去を   | Relic        | Marita Grabiak             | 2003年11月5日  | 670             |
| 51   | 7    | 操られたラナ     | Magnetic     | David Jackson              | 2003年11月12日 | 690             |
| 52   | 8    | 砕け散った心     | Shattered    | Ken Biller                 | 2003年11月19日 | 640             |
| 53   | 9    | 親友の記憶       | Asylum       | Greg Beeman                | 2004年1月14日  | 560             |
| 54   | 10   | 灰色のささやき   | Whisper      | Tom Wright                 | 2004年1月21日  | 510             |
| 55   | 11   | 殺意のメール     | Delete       | Pat Williams               | 2004年1月28日  | 550             |
| 56   | 12   | 恐るべき接触     | Hereafter    | Greg Beeman James Marshall | 2004年2月4日   | 530             |
| 57   | 13   | 暴走の行方       | Velocity     | ヤノット・シュワルツ       | 2004年2月11日  | 500             |
| 58   | 14   | ゆがんだ愛       | Obsession    | James Marshall             | 2004年2月18日  | 533             |
| 59   | 15   | 帰ってきた男     | Resurrection | Terrence O'Hara            | 2004年2月25日  | 497             |
| 60   | 16   | 未来からの叫び   | Crisis       | Ken Biller                 | 2004年3月3日   | 526             |
| 61   | 17   | 博士との対決     | Legacy       | Greg Beeman                | 2004年4月14日  | 448             |
| 62   | 18   | 解き放たれた真実 | Truth        | James Marshall             | 2004年4月21日  | 443             |
| 63   | 19   | 封じられた悲しみ | Memoria      | Miles Millar               | 2004年4月28日  | 432             |
| 64   | 20   | 聖なる剣         | Talisman     | ジョン・シュナイダー       | 2004年5月5日   | 472             |
| 65   | 21   | 決意の時         | Forsaken     | Terrence O'Hara            | 2004年5月12日  | 454             |
| 66   | 22   | 別れの誓約       | Covenant     | Greg Beeman                | 2004年5月19日  | 592             |

### シーズン4 （2004年 - 2005年）
| 通算 | 話数 | タイトル               | 原題         | 監督                 | 米国放送日     | 視聴者数 (万人) |
| ---- | ---- | ---------------------- | ------------ | -------------------- | -------------- | --------------- |
| 67   | 1    | 宇宙(そら)からの呼び声 | Crusade      | Greg Beeman          | 2004年9月22日  | 607             |
| 68   | 2    | 回り出す運命の歯車     | Gone         | James Marshall       | 2004年9月29日  | 566             |
| 69   | 3    | 毒のキス               | Façade       | Pat Williams         | 2004年10月6日  | 545             |
| 70   | 4    | 危ない媚薬             | Devoted      | デヴィッド・カーソン | 2004年10月13日 | 620             |
| 71   | 5    | 世界一速い男           | Run          | David Barrett        | 2004年10月20日 | 541             |
| 72   | 6    | 入れ替わった魂         | Transference | James Marshall       | 2004年10月27日 | 569             |
| 73   | 7    | 言霊を操る男           | Jinx         | Paul Shapiro         | 2004年11月3日  | 502             |
| 74   | 8    | よみがえった魔女       | Spell        | ヤノット・シュワルツ | 2004年11月10日 | 551             |
| 75   | 9    | 消えたピアス           | Bound        | Terrence O'Hara      | 2004年11月17日 | 506             |
| 76   | 10   | 心の底の悪夢           | Scare        | デヴィッド・カーソン | 2004年12月1日  | 489             |
| 77   | 11   | 孤独なふたり           | Unsafe       | Greg Beeman          | 2005年1月26日  | 421             |
| 78   | 12   | 哀しい偏見             | Pariah       | Paul Shapiro         | 2005年2月2日   | 478             |
| 79   | 13   | スターへの誘惑         | Recruit      | ヤノット・シュワルツ | 2005年2月9日   | 491             |
| 80   | 14   | 新たな親友             | Krypto       | James Marshall       | 2005年2月16日  | 508             |
| 81   | 15   | 博士の遺言             | Sacred       | Brad Turner          | 2005年2月23日  | 526             |
| 82   | 16   | 裏切られても           | Lucy         | David Barrett        | 2005年3月2日   | 451             |
| 83   | 17   | 光と影                 | Onyx         | Terrence O'Hara      | 2005年4月13日  | 385             |
| 84   | 18   | ティアラの罠           | Spirit       | Whitney Ransick      | 2005年4月20日  | 439             |
| 85   | 19   | 消えた時間             | Blank        | ヤノット・シュワルツ | 2005年4月27日  | 459             |
| 86   | 20   | はかない命             | Ageless      | Steven S. DeKnight   | 2005年5月4日   | 451             |
| 87   | 21   | 閉ざされた世界         | Forever      | James Marshall       | 2005年5月11日  | 396             |
| 88   | 22   | 隕石群 再来            | Commencement | Greg Beeman          | 2005年5月18日  | 547             |

### シーズン5 （2005年 - 2006年）
| 通算 | 話数 | タイトル           | 原題      | 監督                   | 米国放送日     | 視聴者数 (万人) |
| ---- | ---- | ------------------ | --------- | ---------------------- | -------------- | --------------- |
| 89   | 1    | クリプトンからの客 | Arrival   | James Marshall         | 2005年9月29日  | 590             |
| 90   | 2    | レベル3の超人      | Mortal    | Terrence O'Hara        | 2005年10月6日  | 584             |
| 91   | 3    | 大きな代償         | Hidden    | Whitney Ransick        | 2005年10月13日 | 592             |
| 92   | 4    | 新たな盟友         | Aqua      | Bradford May           | 2005年10月20日 | 640             |
| 93   | 5    | 恐怖のソロリティ   | Thirst    | Paul Shapiro           | 2005年10月27日 | 578             |
| 94   | 6    | 秘密クラブの罠     | Exposed   | ヤノット・シュワルツ   | 2005年11月3日  | 541             |
| 95   | 7    | 銀の石             | Splinter  | James Marshall         | 2005年11月10日 | 551             |
| 96   | 8    | ゾッドからの密命   | Solitude  | Paul Shapiro           | 2005年11月17日 | 597             |
| 97   | 9    | もうひとつの人生   | Lexmas    | リック・ローゼンタール | 2005年12月8日  | 537             |
| 98   | 10   | 行きすぎた崇拝     | Fanatic   | Michael Rohl           | 2006年1月12日  | 545             |
| 99   | 11   | 打ち明けられずに   | Lockdown  | Peter Ellis            | 2006年1月19日  | 490             |
| 100  | 12   | 永遠の別離         | Reckoning | Greg Beeman            | 2006年1月26日  | 628             |
| 101  | 13   | 復讐の天使         | Vengeance | ヤノット・シュワルツ   | 2006年2月2日   | 537             |
| 102  | 14   | 壁の中の怨念       | Tomb      | Whitney Ransick        | 2006年2月9日   | 541             |
| 103  | 15   | サイボーグ         | Cyborg    | Glen Winter            | 2006年2月16日  | 624             |
| 104  | 16   | 青い宝石の誘惑     | Hypnotic  | Michael Rohl           | 2006年3月30日  | 478             |
| 105  | 17   | 亡き人のもとへ     | Void      | ヤノット・シュワルツ   | 2006年4月6日   | 424             |
| 106  | 18   | ガラスの心         | Fragile   | トム・ウェリング       | 2006年4月13日  | 394             |
| 107  | 19   | 非情なゲーム       | Mercy     | James Marshall         | 2006年4月20日  | 441             |
| 108  | 20   | 必殺請負人         | Fade      | Terrence O'Hara        | 2006年4月27日  | 434             |
| 109  | 21   | 父からの警告       | Oracle    | Patrick Norris         | 2006年5月4日   | 481             |
| 110  | 22   | 仇敵の復活         | Vessel    | James Marshall         | 2006年5月11日  | 485             |

### シーズン6 （2006年 - 2007年）
| 通算 | 話数 | タイトル               | 原題         | 監督                     | 米国放送日     | 視聴者数 (万人) |
| ---- | ---- | ---------------------- | ------------ | ------------------------ | -------------- | --------------- |
| 111  | 1    | ゾッド                 | Zod          | James Marshall           | 2006年9月28日  | 496             |
| 112  | 2    | 新しい能力             | Sneeze       | Paul Shapiro             | 2006年10月5日  | 452             |
| 113  | 3    | 体内に巣食うタネの恐怖 | Wither       | Whitney Ransick          | 2006年10月12日 | 488             |
| 114  | 4    | グリーン・アロー       | Arrow        | Michael Rohl             | 2006年10月19日 | 471             |
| 115  | 5    | 苦い再会               | Reunion      | ヤノット・シュワルツ     | 2006年10月26日 | 479             |
| 116  | 6    | 運命の受容             | Fallout      | Glen Winter              | 2006年11月2日  | 501             |
| 117  | 7    | 不死身の薬             | Rage         | Whitney Ransick          | 2006年11月9日  | 446             |
| 118  | 8    | 極秘プロジェクト       | Static       | James Conway             | 2006年11月16日 | 470             |
| 119  | 9    | 地中の悪魔             | Subterranean | リック・ローゼンタール   | 2006年12月7日  | 431             |
| 120  | 10   | 水人間                 | Hydro        | トム・ウェリング         | 2007年1月11日  | 468             |
| 121  | 11   | 正義の同盟             | Justice      | Steven S. DeKnight       | 2007年1月18日  | 526             |
| 122  | 12   | 迷宮                   | Labyrinth    | Whitney Ransick          | 2007年1月25日  | 500             |
| 123  | 13   | すれ違う想い           | Crimson      | Glen Winter              | 2007年2月1日   | 491             |
| 124  | 14   | つきまとう視線         | Trespass     | Michael Rohl             | 2007年2月8日   | 474             |
| 125  | 15   | 陰からの触手           | Freak        | マイケル・ローゼンバウム | 2007年2月15日  | 476             |
| 126  | 16   | 苦渋の選択             | Promise      | リック・ローゼンタール   | 2007年3月15日  | 469             |
| 127  | 17   | 殺人ファイト・クラブ   | Combat       | James Marshall           | 2007年3月22日  | 407             |
| 128  | 18   | 母の愛                 | Progeny      | Terrence O'Hara          | 2007年4月19日  | 398             |
| 129  | 19   | エリーズ計画           | Nemesis      | Mairzee Almas            | 2007年4月26日  | 388             |
| 130  | 20   | 大いなる秘密           | Noir         | ヤノット・シュワルツ     | 2007年5月3日   | 359             |
| 131  | 21   | スーパー・ソルジャー   | Prototype    | Mat Beck                 | 2007年5月10日  | 343             |
| 132  | 22   | 最後のファントム       | Phantom      | James Marshall           | 2007年5月17日  | 414             |

### シーズン7 （2007年 - 2008年）
| 通算 | 話数 | タイトル           | 原題       | 監督                   | 米国放送日     | 視聴者数 (万人) |
| ---- | ---- | ------------------ | ---------- | ---------------------- | -------------- | --------------- |
| 133  | 1    | 謎の天使           | Bizarro    | Michael Rohl           | 2007年9月27日  | 518             |
| 134  | 2    | クリスタルの行方   | Kara       | James Conway           | 2007年10月4日  | 459             |
| 135  | 3    | 収穫祭のクイーン   | Fierce     | Whitney Ransick        | 2007年10月11日 | 482             |
| 136  | 4    | 永遠の孤独         | Cure       | リック・ローゼンタール | 2007年10月18日 | 518             |
| 137  | 5    | ヒーローの宿命     | Action     | Mairzee Almas          | 2007年10月25日 | 465             |
| 138  | 6    | ラーラ             | Lara       | James Conway           | 2007年11月1日  | 431             |
| 139  | 7    | 噴き出した怒り     | Wrath      | Charles Beeson         | 2007年11月8日  | 464             |
| 140  | 8    | 青いクリプトナイト | Blue       | Glen Winter            | 2007年11月15日 | 451             |
| 141  | 9    | ジェミニ計画       | Gemini     | Whitney Ransick        | 2007年12月13日 | 371             |
| 142  | 10   | もう一人の自分     | Persona    | Todd Slavkin           | 2008年1月31日  | 381             |
| 143  | 11   | ブラック・カナリア | Siren      | Kevin G. Fair          | 2008年2月7日   | 401             |
| 144  | 12   | レックスの深層     | Fracture   | James Marshall         | 2008年2月14日  | 367             |
| 145  | 13   | 親友との再会       | Hero       | Michael Rohl           | 2008年3月13日  | 380             |
| 146  | 14   | 旅人               | Traveler   | Glen Winter            | 2008年3月20日  | 344             |
| 147  | 15   | 二つの鍵           | Veritas    | James Marshall         | 2008年3月27日  | 386             |
| 148  | 16   | 善との決別         | Descent    | Ken Horton             | 2008年4月17日  | 361             |
| 149  | 17   | 遥かなる故郷       | Sleeper    | Whitney Ransick        | 2008年4月24日  | 362             |
| 150  | 18   | 恐るべき未来       | Apocalypse | トム・ウェリング       | 2008年5月1日   | 381             |
| 151  | 19   | 刻まれたしるし     | Quest      | Kenneth Biller         | 2008年5月8日   | 399             |
| 152  | 20   | 崩壊               | Arctic     | Todd Slavkin           | 2008年5月15日  | 385             |

### シーズン8 （2008年 - 2009年）
| 通算 | 話数 | タイトル         | 原題        | 監督                   | 米国放送日     | 視聴者数 (万人) |
| ---- | ---- | ---------------- | ----------- | ---------------------- | -------------- | --------------- |
| 153  | 1    | 新たな旅の始まり | Odyssey     | Kevin G. Fair          | 2008年9月18日  | 434             |
| 154  | 2    | 光る瞳           | Plastique   | リック・ローゼンタール | 2008年9月25日  | 418             |
| 155  | 3    | オリバーとテス   | Toxic       | Mairzee Almas          | 2008年10月2日  | 405             |
| 156  | 4    | 魅惑のくちびる   | Instinct    | James Conway           | 2008年10月9日  | 411             |
| 157  | 5    | 心に秘めた真実   | Committed   | Glen Winter            | 2008年10月16日 | 418             |
| 158  | 6    | 影の怪物         | Prey        | Michael Rohl           | 2008年10月23日 | 415             |
| 159  | 7    | 衝撃の一枚       | Identity    | Mairzee Almas          | 2008年10月30日 | 432             |
| 160  | 8    | ゾッドの息子     | Bloodline   | Michael Rohl           | 2008年11月6日  | 445             |
| 161  | 9    | 消される記憶     | Abyss       | Kevin G. Fair          | 2008年11月13日 | 355             |
| 162  | 10   | さらわれた花嫁   | Bride       | ヤノット・シュワルツ   | 2008年11月20日 | 418             |
| 163  | 11   | 31世紀の同志     | Legion      | Glen Winter            | 2009年1月15日  | 429             |
| 164  | 12   | ストリートの王者 | Bulletproof | Morgan Beggs           | 2009年1月22日  | 385             |
| 165  | 13   | プロメテウス計画 | Power       | アリソン・マック       | 2009年1月29日  | 421             |
| 166  | 14   | 愛するがゆえに   | Requiem     | Michael Rohl           | 2009年2月5日   | 393             |
| 167  | 15   | 花形記者の逆襲   | Infamous    | Glen Winter            | 2009年3月12日  | 356             |
| 168  | 16   | すれ違う信頼     | Turbulence  | Kevin G. Fair          | 2009年3月19日  | 349             |
| 169  | 17   | 本当の自分       | Hex         | Mairzee Almas          | 2009年3月26日  | 379             |
| 170  | 18   | 旅人と破壊者     | Eternal     | James Marshall         | 2009年4月2日   | 384             |
| 171  | 19   | 正義のヒロイン   | Stiletto    | Kevin G. Fair          | 2009年4月23日  | 310             |
| 172  | 20   | 逃避行           | Beast       | Michael Rohl           | 2009年4月30日  | 323             |
| 173  | 21   | 裏切りのゆくえ   | Injustice   | トム・ウェリング       | 2009年5月7日   | 339             |
| 174  | 22   | ドゥームズデイ   | Doomsday    | James Marshall         | 2009年5月14日  | 313             |

### シーズン9 （2009年 - 2010年）
| 通算 | 話数 | タイトル           | 原題                     | 監督                 | 米国放送日     | 視聴者数 (万人) |
| ---- | ---- | ------------------ | ------------------------ | -------------------- | -------------- | --------------- |
| 175  | 1    | 未来からの刺客     | Savior                   | Kevin G. Fair        | 2009年9月25日  | 258             |
| 176  | 2    | 緑の心臓           | Metallo                  | Mairzee Almas        | 2009年10月2日  | 224             |
| 177  | 3    | 恐怖のオフィス     | Rabid                    | Michael Rohl         | 2009年10月9日  | 230             |
| 178  | 4    | 心の声             | Echo                     | Wayne Rose           | 2009年10月16日 | 261             |
| 179  | 5    | ルーレット         | Roulette                 | Kevin G. Fair        | 2009年10月23日 | 252             |
| 180  | 6    | ロイス&クラーク    | Crossfire                | Michael Rohl         | 2009年10月30日 | 257             |
| 181  | 7    | カンドール         | Kandor                   | ヤノット・シュワルツ | 2009年11月6日  | 263             |
| 182  | 8    | 影はアイドル       | Idol                     | Glen Winter          | 2009年11月13日 | 268             |
| 183  | 9    | パンドラの箱       | Pandora                  | Morgan Beggs         | 2009年11月20日 | 245             |
| 184  | 10   | 秘密結社の掟       | Disciple                 | Mairzee Almas        | 2010年1月29日  | 252             |
| 185  | 11   | 正義の結社: 前編   | Absolute Justice: Part 1 | Glen Winter          | 2010年2月5日   | 277             |
| 186  | 12   | 正義の結社: 後編   | Absolute Justice: Part 2 | トム・ウェリング     |                |                 |
| 187  | 13   | 呪いのコミック     | Warrior                  | アリソン・マック     | 2010年2月12日  | 248             |
| 188  | 14   | 説得能力           | Persuasion               | Christopher Petry    | 2010年2月19日  | 242             |
| 189  | 15   | 消えたカンドール人 | Conspiracy               | Turi Meyer           | 2010年2月26日  | 253             |
| 190  | 16   | 波乱の週末         | Escape                   | Kevin G. Fair        | 2010年4月2日   | 213             |
| 191  | 17   | チェックメイト     | Checkmate                | Tim Scanlan          | 2010年4月9日   | 213             |
| 192  | 18   | アップグレード     | Upgrade                  | Michael Rohl         | 2010年4月16日  | 184             |
| 193  | 19   | 言えぬ真実         | Charade                  | Brian Peterson       | 2010年4月23日  | 223             |
| 194  | 20   | 宣戦布告           | Sacrifice                | Kevin G. Fair        | 2010年4月30日  | 189             |
| 195  | 21   | 赤のクイーン       | Hostage                  | Glen Winter          | 2010年5月7日   | 192             |
| 196  | 22   | 新世界へ           | Salvation                | Greg Beeman          | 2010年5月14日  | 245             |

### シーズン10 （2010年 - 2011年）
| 通算 | 話数 | タイトル                   | 原題           | 監督                     | 米国放送日     | 視聴者数 (万人) |
| ---- | ---- | -------------------------- | -------------- | ------------------------ | -------------- | --------------- |
| 197  | 1    | 救世主の資格               | Lazarus        | Kevin G. Fair            | 2010年9月24日  | 298             |
| 198  | 2    | ドクロマークと弾丸         | Shield         | Glen Winter              | 2010年10月1日  | 238             |
| 199  | 3    | スーパーガール             | Supergirl      | Mairzee Almas            | 2010年10月8日  | 230             |
| 200  | 4    | 思い出の地                 | Homecoming     | ヤノット・シュワルツ     | 2010年10月15日 | 319             |
| 201  | 5    | 女神イシス                 | Isis           | James Marshall           | 2010年10月22日 | 260             |
| 202  | 6    | 青い炎といけにえ           | Harvest        | Turi Meyer               | 2010年10月29日 | 296             |
| 203  | 7    | 義賊登録法                 | Ambush         | Christopher Petry        | 2010年11月5日  | 263             |
| 204  | 8    | 愛に飢えて                 | Abandoned      | Kevin G. Fair            | 2010年11月12日 | 290             |
| 205  | 9    | 真の愛国者                 | Patriot        | トム・ウェリング         | 2010年11月19日 | 260             |
| 206  | 10   | クラーク・ルーサー         | Luthor         | Kelly Souders            | 2010年12月3日  | 276             |
| 207  | 11   | イカルス作戦               | Icarus         | Mairzee Almas            | 2010年12月10日 | 255             |
| 208  | 12   | 虚構の中の真実             | Collateral     | Morgan Beggs             | 2011年2月4日   | 237             |
| 209  | 13   | 希望の光                   | Beacon         | Mike Rohl                | 2011年2月11日  | 232             |
| 210  | 14   | 決意の仮面                 | Masquerade     | Tim Scanlan              | 2011年2月18日  | 222             |
| 211  | 15   | 一夜の大騒ぎ               | Fortune        | Christopher Petry        | 2011年2月25日  | 256             |
| 212  | 16   | CNR コナー                 | Scion          | Al Septien               | 2011年3月4日   | 218             |
| 213  | 17   | ケントとルーサー           | Kent           | ヤノット・シュワルツ     | 2011年4月15日  | 237             |
| 214  | 18   | ブースター・ゴールド       | Booster        | トム・ウェリング         | 2011年4月22日  | 235             |
| 215  | 19   | 侵されたファントム・ゾーン | Dominion       | ジャスティン・ハートリー | 2011年4月29日  | 199             |
| 216  | 20   | オリオンの弓               | Prophecy       | Mike Rohl                | 2011年5月6日   | 207             |
| 217  | 21   | 地球最大の危機: 前編       | Finale: Part 1 | Kevin G. Fair            | 2011年5月13日  | 302             |
| 218  | 22   | 地球最大の危機: 後編       | Finale: Part 2 | Greg Beeman              |                |                 |

## 漫画

### シーズン11
| タイトル             | 収録内容                                                              | ISBN           |
| -------------------- | --------------------------------------------------------------------- | -------------- |
| Smallville           | Smallville: The Comics #1, Smallville #1–4                            | 978-1401202040 |
| Smallville Season 11 |                                                                       |                |
| Vol. 1: Guardian     | Smallville Season 11 #1–4                                             | 978-1401238247 |
| Vol. 2: Detective    | Smallville Season 11 #5–8                                             | 978-1401240943 |
| Vol. 3: Haunted      | Smallville Season 11 #9–12                                            | 978-1401242916 |
| Vol. 4: Argo         | Smallville Season 11 #13–15, Smallville Season 11 Special #2          | 978-1401246372 |
| Vol. 5: Olympus      | Smallville Season 11 #16–19                                           | 978-1401250768 |
| Vol. 6: Alien        | Smallville Season 11: Alien #1-4, Smallville Season 11 Special #3     | 978-1401253455 |
| Vol. 7: Lantern      | Smallville Season 11: Lantern #1-4, Smallville Season 11 Special #4   | 978-1401258634 |
| Vol. 8: Chaos        | Smallville Season 11: Chaos #1-4, Smallville Season 11 Special #5     | 978-1401261597 |
| Vol. 9: Continuity   | Smallville Season 11: Continuity #1-4, Smallville Season 11:Effigy #1 | 978-1401276065 |

## スタッフ
- 監督：デビッド・ナター
- 製作：マイケル・J・グリーン、ロバート・ハーグローヴ、マイルズ・ミラー
- 製作総指揮　：ジョー・ダヴォラ、アルフレッド・ガフ
- 音楽：マーク・スノウ（#音楽を参照。）

## 音楽
本作のBGMは基本的にマーク・スノウが作曲・編曲したが、多数のポピュラー音楽も挿入歌として使用された。サウンドトラックCDに収録されているのは、Remy ZeroによるOP曲「Save Me」と挿入歌ばかりであり、BGMはCD化されていない。
なお、劇場版『スーパーマン』シリーズのテーマ曲や愛のテーマ（ジョン・ウィリアムズ作曲）をマーク・スノウがアレンジしたBGMも時折使用された。特に最終回では、アレンジ曲だけでなく、ほぼオリジナル版そのままの曲も使用された。

## 映像ソフト

### 通常セット
- SMALLVILLE/ヤング・スーパーマン ＜ファースト・シーズン＞ セット[28]。
- SMALLVILLE/ヤング・スーパーマン ＜セカンド・シーズン＞ セット[29]。
- SMALLVILLE/ヤング・スーパーマン ＜サード・シーズン＞ セット[30]。
- SMALLVILLE/ヤング・スーパーマン ＜フォース・シーズン＞ セット[31]。
- SMALLVILLE/ヤング・スーパーマン ＜フィフス・シーズン＞ セット[32]。
- SMALLVILLE/ヤング・スーパーマン ＜シックス・シーズン＞ セット[33]。
- SMALLVILLE/ヤング・スーパーマン ＜セブンス・シーズン＞ セット[34]。
- SMALLVILLE/ヤング・スーパーマン ＜エイト・シーズン＞ セット[35]。
- SMALLVILLE/ヤング・スーパーマン ＜ナイン・シーズン＞ セット[36]。
- SMALLVILLE/ヤング・スーパーマン ＜ファイナル・シーズン＞ セット[37]。

### コレクターズBOX
- ＜ファースト・シーズン＞BOX1・BOX2[28]。
- ＜セカンド・シーズン＞BOX1・BOX2[29]。
- ＜サード・シーズン＞BOX1・BOX2[30]。
- ＜フォース・シーズン＞BOX1・BOX2[31]。
- ＜フィフス・シーズン＞BOX1・BOX2[32]。
- ＜シックス・シーズン＞BOX1・BOX2[33]。
- ＜セブンス・シーズン＞BOX1・BOX2[34]。